# Daniel del Pino Gil
Daniel del Pino Gil (Beirut, Líbano, noviembre de 1972) es un concertista de piano español.  

## Biografía
Nació en Beirut, Líbano en noviembre de 1972 de padres españoles. Comenzó sus estudios musicales en Rabat, Marruecos a la edad de 10 años.  Más adelante estudió en el Real Conservatorio Superior de Música de Madrid, hizo un máster en piano en la Universidad de Yale (1997) y continuó estudios en la Southern Methodist University de Dallas obteniendo un "Artist Certificate". 
Estudió con Marisa Villalba, Julián López-Gimeno y entre los años 1998 a 2000 con el afamado pianista español Joaquín Achúcarro, quien según palabras del propio pianista lo ha influido mucho en su carrera.
Su interpretación de la música de Chopin y de la música española ha tenido importantes reconocimientos tanto en su país como en el extranjero.
Del 2002 al 2005 dio clases de piano en el Conservatorio Profesional de Música Jacinto Guerrero de Toledo, España. Es profesor en Musikene (Conservatorio Superior de Música del País Vasco).
Ha dado giras en los 5 continentes, dando conciertos en prestigiosas salas en todo el mundo, como en la Salle Gaveau de París, el Bulgaria Hall de Sofía, Bulgaria; el Auditorio Nacional de Madrid, Auditorio Manuel de Falla  de Granada, España; el National Concert Hall de Taipéi, Taiwán; y en el Carnegie Hall de Nueva York en Estados Unidos.  Ha participado como solista con numerosas orquestas de España, Rumania, República Checa, Polonia, México, Estados Unidos, así como con la Orquesta de Cámara Reina Sofía, bajo la dirección de directores como Enrique García Asensio, Alejandro Posada, y Rubén Gimeno.  Es invitado asiduamente al Festival de Newport (Estados Unidos). Ha estrenado obras de los compositores José Zárate, Francisco Lara Tejero, Elena Kats-Chernin, Nikolai Kapustin y Antón García Abril entre otros.
Ha grabado música de Chopin, Granados, un monográfico sobre García-Abril y un disco dedicado a Kapustin con primeras grabaciones de su concierto para dos pianos y percusión, junto a Ludmil Angelov y Neopercusión.

## Premios
- Primer premio en el XI Concurso Internacional de Piano Nueva Acrópolis (ahora Concurso Internacional de Piano Delia Steinberg), Madrid, España, en 1992.[5]
- Primer Premio en el II Concurso Nacional de Piano "Ciutat de Carlet", nivel juvenil en 1992.[6]
- Premio Extraordinario Fundación Guerrero en 1995.[7]
- Premio Internacional de Piano Frechilla-Zuloaga en 1997.[8]
- Primer Premio en el concurso internacional de la "Fundación Guerrero" en 1999.[9]
- Premio del público en el concurso de piano “Ciudad de Ferrol” en 1999.[10]
- Gran Premio de su Majestad la Princesa Lalla Meriem de Marruecos
- Finalista y Premio al mejor intérprete de la obra de Chopin en el Concurso Internacional de piano José Iturbi de Valencia en el 2000
- Primer Premio en el Concours International de Jeunes pianistes en Marruecos en el 2002
- Premio en el Concurso de Jóvenes Pianistas de Meknes, Marruecos
- Finalista en el Concurso Internacional Alessandro Casagrande en Italia